# كريستينا بيرغر
كريستينا بيرغر (بالألمانية: Kristina Berger)‏ هي نبالة ألمانية، ولدت في 20 يونيو 1988 في ألمانيا.